# Vescomte

Corona de vescomte

Vescomte és un títol nobiliari de rang superior al de baró i inferior al de comte.
Originàriament, el vescomte era el primer subordinat del comte, institució d'origen franc (missus comitis)
El seu origen foren els vicarii (vicaris) o veguers del comte a l'Imperi Carolingi. Cada comte tenia diversos càrrecs subalterns per impartir justícia: vicari o veguer, centener, i conseller. Cada comtat estava dividit com a jurisdicció en vegueries (però el vicari o veguer no governava sobre la vegueria, només hi exercia justícia). El principal dels vicaris era anomenat vice dominus i vidami i progressivament vice comes (vescomte). Generalment les seves terres estaven a la zona però podia tenir terres a altres vegueries o les podia adquirir). Se li podien encarregar missions diverses a més de la principal d'aplicar justícia en nom del comte.
Per tant, l'Imperi Carolingi, el vescomte era un dignatari o funcionari al servei d'un comte; l'àmbit d'actuació d'un vescomte era tot el comtat o bé un dels pagi inclosos dins del comtat. És a dir inicialment només hi havia vescomtes però no vescomtats, fins que amb el temps es van anar vinculant a un dels territoris sota la seva jurisdicció efectiva mentre que l'administració de justícia que abans podia fer sobre tota la vegueria es va reduir; inicialment tenien generalment un castell a la capital, però després fou a qualsevol lloc dins el seu extens patrimoni dins del comtat.
A l'escala de funcionaris reials vigent a l'Imperi Carolingi, immediatament per sota del comte, hi havia el vescomte, el seu lloctinent i fidel més proper, que acostumava a actuar dins de la ciutat capital del comtat, exercint-hi funcions de govern per delegació del comte, com, per exemple, presidir un tribunal de justícia. El poder dels vescomtes cresqué força a conseqüència de la pràctica, molt freqüent durant els segles IX i X, d'atribuir el govern de diversos comtats a un mateix comte. Així, en els comtats on el comte no acostumava a ser-hi present, qui hi exercia realment les funcions comtals era el vescomte.
Arran de la revolució feudal, que es visqué en moltes regions de l'antic Imperi Carolingi durant els segles X i X, les funcions de govern es patrimonialitzaren; aleshores, el càrrec de vescomte perdé el caràcter de funcionari i esdevingué un títol honorífic i feudal. Les antigues funcions dels vescomtes passaren a ser exercides per veguers comtals o vicaris.

## Els vescomtes als comtats catalans
Igual com a tot arreu de l'Imperi Carolingi, en cadascun dels comtats catalans hi havia el comte i el vescomte.
Cap a finals del segle x, els vescomtes també havien aconseguit convertir els seus càrrecs en hereditaris, i amb la revolució feudal, esdevinguda als comtats catalans entre els anys 1020 i 1060, abandonaran la seva condició funcionarial de primers lloctinents del comte, per esdevenir, igual que els veguers, castellans o senyors banals, ço és, titulars d'un poder propi derivat del control de fortaleses; per això, cap a 1050, els vescomtes ja no es designen pel comtat, on, com a funcionaris, exercien la seva jurisdicció, sinó per la situació de la seva fortalesa personal, base del seu nou poder. Així, els vescomtes de Vallespir passaren a dir-se de Castellnou; els d'Empúries, de Rocabertí; els de Besalú, de Bas; els de Girona, de Cabrera; els d'Urgell, de Castellbò; els d'Osona, de Cardona; els de Pallars, de Siarb (i després Vilamur), els de Rosselló, de Tatzó, i després d'Illa o d'Illa i Canet; les úniques cases vescomtals dites encara segons la denominació antiga foren les de Cerdanya i la de Barcelona. El 1126, pel matrimoni de Sibil·la, l'única hereva del seu pare el vescomte Ramon II, amb Pere Ramon de Castellbò, la casa vescomtal de Cerdanya es fusionà amb aquest llinatge urgellenc; a Barcelona, a causa de la represa del poder comtal duta a terme per Ramon Berenguer I, la casa vescomtal no va poder convertir-se en un poder independent i quedà relegada a un segon terme, fins a la seva extinció el 1207.

## Les cases vescomtals catalanes
Les cases vescomtals catalanes foren:
- La casa del Vescomtat de Castellnou (Vallespir)
- La casa del Vescomtat de Fenollet (Fenolleda)
- La casa del Vescomtat de Tatzó (Rosselló)
- La casa del Vescomtat d'Illa (Rosselló)
- La casa del Vescomtat de Conflent (Conflent)
- La casa del Vescomtat de Jóc (Conflent)
- La casa del Vescomtat d'Urtx (Cerdanya-Conflent)
- La casa del Vescomtat de Cerdanya (Cerdanya)
- La casa del Vescomtat d'Urgell (Urgell), després anomenat de l'Alt Urgell.
- La casa del Vescomtat de l'Alt Urgell (Urgell)
- La casa del Vescomtat de Castellbò (Urgell)
- La casa del Vescomtat del Baix Urgell (Urgell)
- La casa del Vescomtat d'Àger (Urgell)
- La casa del Vescomtat de Pallars (Pallars, Pallars-Jussa)
- La casa del Vescomtat de Siarb (Pallars Jussà)
- La casa del Vescomtat de Vilamur (Pallars Jussà)
- La casa del Vescomtat de Berga (Berguedà)
- La casa del Vescomtat de Barcelona (Barcelona)
- La casa del Vescomtat de Girona (Girona)
- La casa del Vescomtat de Cabrera (Girona)
- La casa del Vescomtat d'Osona (Osona)
- La casa del Vescomtat de Cardona (Osona)
- La casa del Vescomtat d'Empúries (Empúries)
- La casa del Vescomtat de Peralada (Empúries)
- La casa del Vescomtat de Rocabertí (Empúries)
- La casa del Vescomtat de Besalú (Besalú)
- La casa del Vescomtat de Bas (Besalú)

## Línia d'honor dels títols nobiliaris
| Emperador | Rei | Príncep | Infant | Duc | Marquès | Comte | Vescomte | Baró | Senyor | Castlà |
| --------- | --- | ------- | ------ | --- | ------- | ----- | -------- | ---- | ------ | ------ |